# Virovore
Un organisme virovore est un organisme hétérotrophe qui tire son énergie et ses nutriments de la consommation de virus. Le terme fait techniquement référence aux organismes qui consomment principalement ou uniquement des virus, mais n'inclut actuellement que les organismes qui tirent un bénéfice nutritionnel partiel de la consommation de virus, ce qui s'apparente à une forme d'omnivorie microbiologique. La virovorie est le mode de subsistance le plus récemment découvert sur lequel un organisme vivant peut compter pour satisfaire ses besoins énergétiques,,.

## Microbiologie
En décembre 2022, un seul virovore avait été observé dans la nature, à l'occasion d'une expérience sur de l'eau de bassin contenant du Chlorovirus, qui infecte couramment les algues vertes en milieu d'eau douce. Lorsque toutes les autres sources de nourriture microbienne ont été retirées de l'eau, on a observé que la population du cilié Halteria avait augmenté du fait d'une consommation active de  Chlorovirus  comme source de nourriture à la place de son alimentation typique bactérivore.

## Exemples de virovores
- Halteria

## Exemples de virus consommés
- Chlorovirus